# Bo Burnham
Robert Pickering "Bo" Burnham (* 21. srpna 1990 Hamilton, Spojené státy americké) je americký hip-hopový a muzikálový zpěvák, filmař, herec, spisovatel a komik. Je znám svým unikátním stylem tvorby hudebních klipů, které jsou skečovité, kombinují v sobě hudbu, stand-up komedii a dramatický nebo tragický motiv.
Poté, co aktivně tvořil především v druhé dekádě 21. století, se po zhoršení svých panických atak v průběhu práce na komediálním speciálu Make Happy, vydaném v roce 2016, odmlčel a v roce 2021 nahrál album Inside jako soundtrack je stejnojmennému televiznímu muzikálu natočenému pro Netflix, který vytvořil v průběhu koronavirové pandemie a který zobrazoval jeho rapidně se zhrošující duševní zdraví v důsledku osamělosti a boje s úzkostmi. Inside akcentovalo témata performativity jazyka, globálního oteplování, antropocénu, společenských problémů i krize kapitalismu. Film obdržel tři ceny Emmy a píseň „All Eyes on Me“ z doprovodného alba získala cenu Grammy. Kritické ocenění Inside plynulo především ze způsobu, jakým zachycovalo ducha doby a život během koronavirové krize. Album a singly „All Eyes On Me“, „Bezos I“ a „Welcome to the Internet“ získaly od RIAA platinovou certifikaci.
Svou starší tvorbu Burnham popisuje jako "záměrně šokantní urážlivou komedii v podání šestnáctiletého kluka bez jakéhokoli taktu," což mu vysloužilo značné množství kontroverze, včetně obvinění z rasismu, sexismu a homofobie. Tuto tvorbu později označil za problematickou a omluvil se za ni. Mezi jeho nejznámější singly z této doby patří „My Whole Family...“ z roku 2006, kterým satirickým způsobem vyjadřuje myšlenky člověka obviněného z homosexuality.
Jako autorem kritiky oceňovaného filmu Osmá třída a jako herec se objevil v oskarovém filmu Nadějná mladá žena.

## Diskografie
- Bo fo Sho (EP, 2008)
- Bo Burham (2009)
- Words Words Words (2010)
- what. (2013)
- Inside (2021)
- Inside Outtakes (EP, 2022)